# Gaig de clatell blau
El gaig de clatell blau (Cyanocorax heilprini) és una espècie d'ocell de la família dels còrvids (Corvidae) que habita la selva humida de l'Amazònia occidental i nord-occidental.

## Taxonomia
S'han descrit dues subespècies:
- C. h. heilprini Gentry, 1885, de l'est de Colòmbia, sud de Veneçuela i nord-oest del Brasil.
- C. h. hafferi Cohn-Haft, Santos, Fernandes et Ribas, 2013 de l'Amazònia occidental del Brasil.

Alguns autors descriuen la segona com una espècie de ple dret:
- gaig de Haffer (Cyanocorax hafferi).[2]